# Borak (arheološko nalazište)
Borak je arheološko nalazište u Vinjanima Gornjim, Grad Imotski.

## Opis
Vrijeme nastanka je od 2. do 4. stoljeća. Na nalazištu Borak u Vinjanima Gornjim nalaze se ruševni ostaci antičke zgrade. Krajem prošlog stoljeća tu je otkriven mozaik, vodovod, brončana statua Venere. Svuda uokolo nailazi se na ulomke antičke keramike, tegulae. Nalazište daje mogućnost za šire rasvjetljivanje rimskog perioda na ovom području.

## Zaštita
Pod oznakom Z-4622 zavedeno je kao nepokretno kulturno dobro – pojedinačno, pravna statusa zaštićena kulturnog dobra, klasificirano kao "arheološka baština".